# Helicoverpa richinii
Helicoverpa richinii là một loài bướm đêm trong họ Noctuidae.